# 沱㶞攻城战
沱㶞攻城战（1858年9月至1860年3月）是越南在科钦钦那战役中的胜利。这是法国和西班牙于1858年发起的一场针对越南人的惩罚性战役。1858年9月，在海军上将查里斯里高特阁楼黎的指挥下，法西联合探险队占领了都拉内（也就是今天的岘港），但随后被越南人围困在该市，最终于1860年3月被迫撤离。

## 背景
1857年，越南皇帝土都处死了两名西班牙天主教传教士。这既不是第一次也不是最后一次这样的事件，法国政府此前也忽视了这种挑衅行为。在这种情况下土都的时机太糟糕了。作为第二次鸦片战争的一部分，法国和英国刚刚向大清帝国派遣了一支联合军事远征队，法国有军队可以介入越南。1857年11月，法国皇帝拿破仑三世授权海军上将查尔斯·里戈·德·热诺伊发动惩罚性远征，给越南人上一堂早该上的课。第二年9月，一支法国和西班牙的联合探险队在图兰登陆，图兰美丽而隐蔽的港口将使其成为对抗安南战役的良好行动基地。